# Microgobius
Microgobius – rodzaj ryb z rodziny babkowatych.

## Klasyfikacja
Gatunki zaliczane do tego rodzaju:
- Microgobius brevispinis
- Microgobius carri
- Microgobius crocatus
- Microgobius curtus
- Microgobius cyclolepis
- Microgobius emblematicus
- Microgobius erectus
- Microgobius gulosus
- Microgobius meeki
- Microgobius microlepis
- Microgobius miraflorensis
- Microgobius signatus
- Microgobius tabogensis
- Microgobius thalassinus
- Microgobius urraca